# 云南沼兰
云南沼兰（学名：Crepidium bahanense）为兰科沼兰属下的一个种。

## 扩展阅读
- 維基物種上的相關：云南沼兰